# ブルーストリーク (ミサイル)

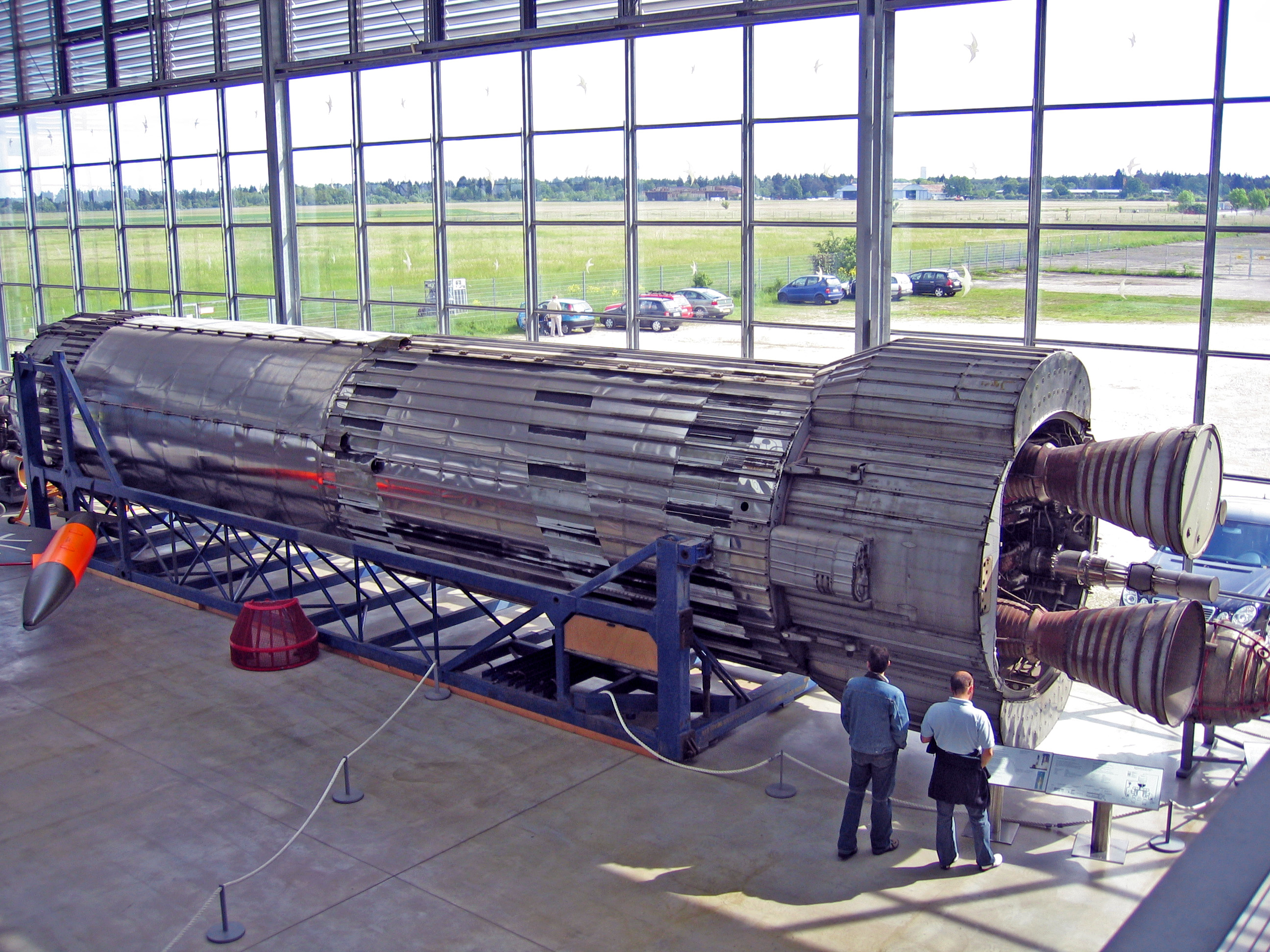
ミュンヘンのドイツ博物館に展示されているブルーストリーク

ブルーストリーク ミサイル（Blue Streak missile）は、1955年に設計されたイギリスの中距離弾道ミサイル。1965年に退役が予定されていた3Vボマーの代替兵器として、1955年に開発が開始されたが、弾道ミサイルとしてのプログラムは1960年に中止された。しかし、オーストラリア政府および開発担当企業へのキャンセル料の支払いを避けるため、欧州ロケット開発機構の人工衛星打ち上げ用ヨーロッパ ロケットの第一段目として使用された。発射試験はオーストラリアのウーメラ試験場で実施された。ヨーロッパロケット計画は、最終的に1972年に中止された。

## 背景
第二次世界大戦後のイギリスの核兵器は、当初3Vボマーが搭載する自由落下爆弾によるものだった。しかし、イギリスが信頼できる威嚇手段を保持するには、弾道ミサイルが不可欠であることが明らかになった。また、イギリスが世界的な大国であり続けるために、独自の抑止力を有するという政治的必要性もあった。1946年の原子力協定による制限のため、アメリカから兵器を購入することは出来なかった。
1954年4月、アメリカはイギリスの弾道ミサイルの共同開発を提案した。アメリカは射程9,300 km（5,000海里）の大陸間弾道ミサイルを開発し、イギリスはアメリカの支援を受けて、射程3,700 km（2,000海里）の中距離弾道ミサイルを開発する。この提案は、1954年8月のウィルソン-サンズ合意の一部として受け入れられた。この開発計画が決定されたのは、アメリカからミサイルの設計と開発を学ぶことができるためであった。ブースターに対する最初の要求仕様は、ロケット設計に関するロケット推進研究所（Rocket Propulsion Establishment）からのインプットも含めて、王立航空研究所から出された。この要求仕様はOR.1139とされ、最短2,780 km（1,500海里）の射程が求められたが、最初に提案されたロケットは、ぎりぎりこの要求を満たすものであった。
デ・ハビランド社がミサイル製造契約に成功した。ロケットエンジンはロールス・ロイス社が開発したRZ2液体燃料ロケットの予定であったが、これはロケットダイン社のS3Dの強化版であった。RZ2には、推力62,100 kgと68,000 kgの二つのバージョンがあったが、後者は三段ロケットとして、人工衛星を打ち上げることを目的としたものであった。当時としては珍しく、このエンジンは推力偏向機能を有していた。打ち上げ後にロケットの重量は急速に減っていくのに対し、推力はほとんど変わらないので、推力偏向による誘導機能はオートパイロットに非常な負担をかけるものであった。また振動、特にエンジンを切ったときの振動も、また問題であった。後にブルーストリークは衛星打ち上げ用に使われたが、オートパイロット機能の開発自体が、大きな業績であった。
サブコントラクターにはスペリー・ジャイロスコープ社が含まれ、誘導装置を担当した。弾頭は核兵器研究機関（Atomic Weapons Research Establishment）が設計した。
1955年始めにイギリス大蔵省に提出された仮見積では、開発費は5000万ポンドとされていたが、1959年後半には3億ポンドへと増加したため、プロジェクトに対する懸念が生じた。また、アメリカやソ連に比べると、イギリスの開発スピードは這うように遅いとの中傷もあった。総費用は5億5千万ポンドから13億ポンドに達すると見られた。

## 計画の中止
政府内では、計画を続けるか中止するかの議論が1958年から続けられてきたが、結局1960年に計画は中止された。ミサイルは、液体酸素とケロシンを燃料としていた。最大積載量での打ち上げには、20トン以上のケロシンと60トンの液体酸素が必要であった。氷の付着を防ぐために燃料は発射直前に注入する必要があったが、これが問題とされた。燃料の注入には4.5分が必要であり、即応性が大きく損なわれた。ミサイルは奇襲攻撃に対して脆弱であったが、当時の状況では十分起こり得ることであった。この問題に対処するために、デ・ハビランドは待機機能を付け加えた。ミサイルは10時間の間、命令から30秒後に発射できる体制を維持する。2基のミサイルをペアで使用し、10時間交代で待機状態にすることにより、何れかが常に30秒で発射できるようにされた。
燃料注入中の奇襲攻撃からミサイルを守るため、発射設備を地下サイロとする案が出された。サイロは1メガトンの核爆弾が800m以内で爆発した場合でも、それに耐えられるように設計された。これはイギリスの発明であり、直ちに米国でも採用された。サイロ建設に適しているのは、岩石からなる地層で、これはイングランド南部に多く見られたが、郊外に地下サイロを多数建設することは、経済的、社会的、政治的な問題を引き起こした。結局、イギリス国内でこのようなサイロを建設する場所を探すことは著しく困難であり、イングランド北部カンブリア州のスパディーダム空軍基地（RAF Spadeadam）に1基が建設されただけであった。また、ここではRZ2ロケットエンジンとブルーストリーク本体の地上試験も実施された。イギリスには、ミサイルの飛行試験を行える場所がなかったため、飛行試験は南オーストラリアのウーメラ試験場で行われた。
英国政府はプロジェクト予算の拡大には反対であり、第一撃に対して脆弱であることを表向きの理由として、ブルーストリークミサイルはキャンセルされた。海軍元帥マウントバッテン伯爵は、海軍が核武装することにより奇襲攻撃に対応できるとして、このプロジェクトを中止するよう強く働きかけた。
イギリス政府は、米英共同開発のスカイボルト空中発射弾道ミサイルに望みをかけたが、これも開発が中止された。イギリスは結局ポラリス潜水艦発射弾道ミサイルをアメリカから購入し、自国製のレゾリューション級原子力潜水艦に搭載することとした。

## 民生用プログラム

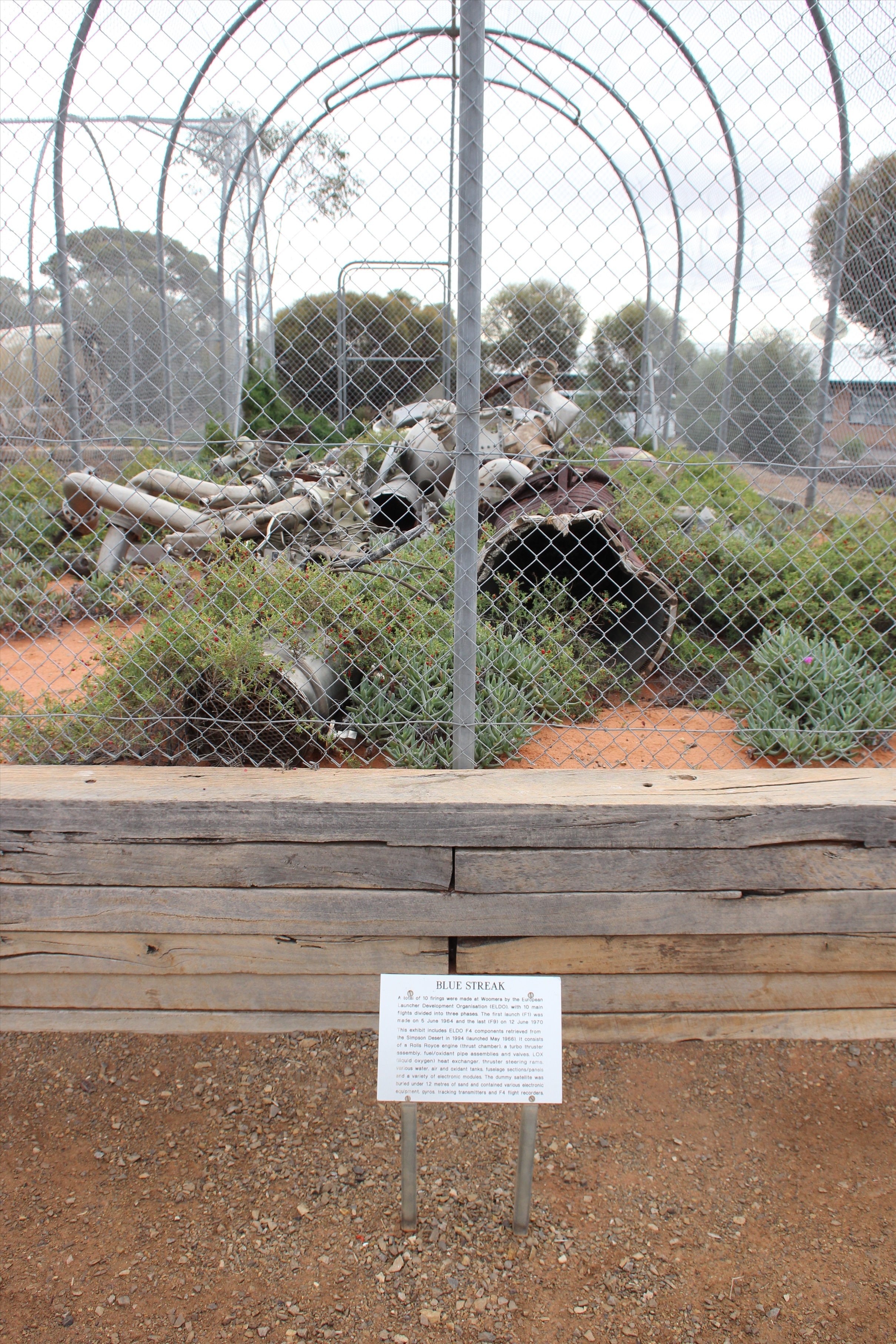
ウーメラ村内のウーメラエアクラフト&ミサイルパークに屋外展示されているブルーストリーク（ヨーロッパロケット4号機に使用）の残骸（2010年6月撮影）。

軍事用のプログラムが中止された後も、それまでにブルーストリークに費やした莫大な費用を惜しむ声があり、ブルーストリークを「ブラックプリンス」の名前でイギリスの人工衛星打ち上げ用ロケット（ローンチ・ヴィークル）の第1段として転用する計画が持ち上がった。第2段目にはブラックナイトロケットからの派生品が、軌道投入段には小型の過酸化水素・ケロシン ロケットが予定されていた。
しかし、イギリス単独のこの計画も費用がかかりすぎることが判明したため、費用を低減しながらブルーストリークを有効利用するため、また米ソの熾烈な宇宙開発競争に対抗するために、イギリスが中心となって1964年に欧州ロケット開発機構（ELDO）が設立された。ELDOのヨーロッパロケット計画では、ブルーストリークを第1段目として使用するのは変わらなかったが、2段目と3段目にはフランスとドイツのロケットが使用されることとなり、それぞれが分担金を支払う事になった。
ヨーロッパロケットの開発では、1964年から1970年まで同ウーメラ試験場で飛行試験が行われ、9号機（6号機は2機分の記録があり実質計は10機）まで打ち上げられた。ブルーストリーク単独やダミーの上段と組み合わせた5号機までの飛行試験は何れも成功であったが、6号機以降フランスとドイツの上段ロケットやイタリアのフェアリングを組み込んだところ、全ての打ち上げに失敗した。1971年10号機の打ち上げはフランス領ギニアのクールーで実施され、これも打ち上げ失敗に終わった。
結局最終的にはプロジェクトは中止され、これがブルーストリークの最期でもあった。そして、このプログラムの失敗を教訓にして、ELDOに替わって1975年に欧州宇宙機関（ESA）が発足した。

## 参考資料
- Hill, C.N. (2001). A Vertical Empire: The History of the UK Rocket and Space Programme, 1950-1971. Imperial College Press. ISBN 1-86094-267-9